# Banowie Chorwacji

## Banowie Chorwacji

### Panowanie węgierskie (1102-1526)
W 1102, Koloman Uczony zakończył podbój Chorwacji i Dalmacji. Od tej pory władzę w kraju sprawował w imieniu władcy węgierskiego Ban (wicekról).
| Imię                                       | Lata panowania       | Uwagi                                  |
| ------------------------------------------ | -------------------- | -------------------------------------- |
| Ugra                                       | 1102 - ok. 1105      |                                        |
| Sergije                                    | ok. 1105             |                                        |
| Ugrin                                      | 1107                 |                                        |
| Klaudije                                   | 1116–1117            |                                        |
| Aleksije lub Dominik                       | ok. 1130 - ok. 1141  |                                        |
| Bjeloš lub Beloš                           | 1142–1158            | Książę serbski                         |
| Arpa                                       | 1158                 |                                        |
| Bjeloš lub Beloš                           | 1163                 | Książę serbski                         |
| Ampudin                                    | 1164–1180            |                                        |
| Mavro lub Dionizije                        | ok. 1180–1183        |                                        |
| Suban                                      | 1183–1185            |                                        |
| Kálán                                      | 1190–1193            |                                        |
| Dominik                                    | 1193–1195            |                                        |
| Andrija                                    | 1198–1199            |                                        |
| Nikola + Branko lub Benedikt               | 1199–1200            |                                        |
| Martin Hontpázmán                          | 1202–1203            |                                        |
| Hipolit                                    | 1204                 |                                        |
| Merkurije                                  | 1205–1206            |                                        |
| Stjepan Mihaljevic                         | 1206–1208            |                                        |
| Banko                                      | 1208–1209            |                                        |
| Bertold Andechs VII Meranski               | 1209–1211            |                                        |
| Mihajlo                                    | 1211–1213            |                                        |
| Ðula Šikloški                              | 1213                 |                                        |
| Ohuz lub Okic                              | 1214–1215            |                                        |
| Ivan                                       | 1215–1216            |                                        |
| Poža                                       | 1216–1217            |                                        |
| Bank                                       | 1217–1218            |                                        |
| Ðula Šikloški                              | 1218–1219            |                                        |
| Ohuz lub Okic                              | 1219–1220            |                                        |
| Šalamon                                    | ok. 1222 - ok. 1225  |                                        |
| Mihajlo lub Aladar                         | 1225                 |                                        |
| trzydziestu dwóch banów                    | 1225-1476            | Tylko w Dalmacji i środkowej Chorwacji |
| pięćdziesieciu dwóch banów                 | 1225-1476            | Tylko w Slawonii                       |
| Matej Cak                                  | 1272–1273            | Panował w Dalmacji i Chorwacji         |
| Pavao Šubić Bribirski                      | 1273–1312            | Panował w Dalmacji i Chorwacji         |
| Nikola Omedejev                            | 1272–1273            | Panował w Dalmacji i Chorwacji         |
| Nikola Bánffy lub Lendava                  | 1345–1346            |                                        |
| Nikola Széchy                              | 1346 - 1349          |                                        |
| Pavao Ugal                                 | 1350                 |                                        |
| Stjepan Lacković                           | 1351 - 1352          |                                        |
| Nikola Banffy lub Lendava                  | 1353 - 1356          | drugi raz                              |
| Ivan z Paližna                             | 1386 - 1391          |                                        |
| Stjepan Tvrtko I                           | 1390 – 10 marca 1391 | Ogłosił się królem Chorwacji           |
| Ivan Frankopan z Krk                       | 1391 - 1393          |                                        |
| Nikola Gorjanski                           | 1397 - 1402          |                                        |
| Ladislav Grdevacki                         | 1402 - 1404          |                                        |
| Pavao Bessenyö                             | 1404                 |                                        |
| Pavao Pecz                                 | 1404 - 1406          |                                        |
| Ladislav Grdevacki                         | 1402 - 1404          |                                        |
| Hermann I z Celje                          | 1406 - 1408          |                                        |
| Hermann I z Celje                          | 1423 - 1435          | Tylko w Slawonii                       |
| Nikola Frankopan                           | (zmarł 1432)         |                                        |
| Matko Talovac                              | 1435 - 1445          | Ban Slawonii                           |
| Friedrick II z Celje i Ulrich II z Celje   | 1445 - 1454          | Tylko w Chorwacji i Dalmacji           |
| János Hunyady                              | 1446 - 1450          | Uzurpator w Chorwacji i Dalmacji       |
| László Hunyadi                             | 1454 - 1455          | Tylko w Chorwacji i Dalmacji           |
| Nikola Frankopan                           | 1456 - 1458          |                                        |
| Mirko Zapoljski                            | 1464 - 1465          |                                        |
| Iwan Thuz z Lak                            | 1466 - 1467          |                                        |
| Blaž Madar Podmanicki                      | 1470 - 1472          |                                        |
| Damjan Horvat                              | 1472 - 1473          |                                        |
| Andrija Banffy z Lendava                   | 1476 - 1477          |                                        |
| Ladislav z Egervár                         | 1477 - 1481          |                                        |
| Stjepan Frankopan                          | (zmarł 1481)         |                                        |
| Blaž Madar Podmanicki                      | 1482                 |                                        |
| Matija Gereb                               | 1483 - 1489          |                                        |
| Ladislav z Egervár                         | 1489 - 1493          |                                        |
| Emerik Derencin                            | 1493                 |                                        |
| Iwan Bot                                   | 1493                 |                                        |
| Ladislav Kaniški                           | 1493 - 1495          |                                        |
| Ivaniš Korvin                              | 1495 - 1498          |                                        |
| Ðuro Kaniški                               | 1498 - 1499          |                                        |
| Ivaniš Korvin                              | 1499 - 1504          |                                        |
| Franjo Balassa z Gyarmat                   | 1505                 |                                        |
| Andrija Bot                                | 1505 - 1507          |                                        |
| Marko Mišljenovic                          | 1506 - 1507          |                                        |
| Ivan Ernust z Cakovec                      | 1508 - 1509          |                                        |
| Juraj Kaniški                              | 1508 - 1509          |                                        |
| Andrija Bot                                | 1510 - 1511          |                                        |
| Mirko Perényi                              | 1512 - 1513          |                                        |
| Petar Berislavic                           | 1513 - 1520          |                                        |
| Ivan Karlovic (Joannes Torquatus) z Krbava | 1521 - 1524          |                                        |
| Iwan Tahy                                  | 1525                 |                                        |
| Franjo Bacan (Batthyany)                   | 1525 - 1527          |                                        |

### Pierwsze wieki panowania habsburskiego (1526-1848)
| Imię                                               | Lata panowania                     | Uwagi      |
| -------------------------------------------------- | ---------------------------------- | ---------- |
| Christopher Frankopan (Frangepan)                  | 1527                               |            |
| Ivan Karlović (Joannes Torquatus) z Krbava         | 1527 - 1531                        |            |
| Simeon Erdödy wraz z...                            | 1530 - 1534                        |            |
| Louis Pekry z Petrovina                            | 1532 - 1537                        |            |
| Thomas Nádasdy                                     | 1537 - 1542                        |            |
| Petar Keglević z Buzin                             | 1537 - 1542                        | uzurpator  |
| Nikola Šubić Zrinski (Zrinyi)                      | 1542 - 1556                        |            |
| Petar Erdödy z Monyorokerek                        | 1557 - 1567                        |            |
| Lucas Zekel z Ormosd                               | 1567                               |            |
| Georgius Drašković wraz z...                       | 1567 - 1575                        |            |
| Francis Frankopan (Frangepan) z Slunj              | 1567 - 1573                        |            |
| Gašpar Alapić (Alapy) z Veliki Kalnik (Nagy-Kemle) | 1574 - 1575                        |            |
| Krsto Ungnad z Sonneg                              | 1576 - 1583                        |            |
| Toma Erdödy z Monyorokerek (Eberau)                | 1583 - 1595                        |            |
| Gašpar Stankovački                                 | 1595 - 1596                        |            |
| Iwan Drašković z Trakoscan                         | 1596 - 1606                        |            |
| Micheal Raditsch                                   | 1600 - 1608                        |            |
| Toma Erdödy                                        | 1608 - 1615                        |            |
| Benedikt Thuroczy                                  | 1615 - 1616                        |            |
| wakat                                              | 1616 - 1617                        |            |
| Nikola Frankopan z Trsat (Tersacz)                 | 1617 - 1622                        |            |
| Juraj Zrinski (Zrinyi)                             | 1622 - 1626                        |            |
| Žigmund Erdödy                                     | 1627 - 1639                        |            |
| Iwan Drašković                                     | 1639 - 1646                        |            |
| Nikola Zrinski (Zrinyi)                            | 1647 - 1664                        |            |
| Petar Zrinski (Zrinyi)                             | 1665 - 1670                        |            |
| Nikola Erdödy                                      | 1671 - 1693                        |            |
| Adam Baćan (Batthyány)                             | 26 sierpnia 1693 - 7 września 1703 |            |
| Iwan Pállfy                                        | 24 stycznia 1704 - 17 lutego 1732  |            |
| Iwan Drašković III                                 | 17 lutego 1732 - 4 stycznia 1733   |            |
| Josip Eszterházy z Galanta                         | 13 sierpnia 1733 - 25 czerwca 1741 |            |
| György Branyng                                     | 1741 - 1742                        |            |
| Karlo Baćan (Batthyány)                            | 16 marca 1743 - 6 lipca 1756       |            |
| Franjo Leopold Nádasdy                             | 1756 - 1783                        |            |
| Fauszty Francis                                    | 1757 - ?                           | uzurpator  |
| Franjo Eszterházy                                  | 1783 - 1785                        |            |
| Franjo Szechenyi                                   | 1783 - 1785                        | uzurpator  |
| Franjo Balassa z Gyarmat                           | 1785 - 1790                        |            |
| Iwan Erdödy                                        | 1790 - 30 marca 1806               |            |
| Ignjat Đulaj (Gyulay) z Maros-Nemethy              | 1806 - 1831                        |            |
| Franjo Vlašić                                      | 10 lutego 1832 - 16 maja 1840      |            |
| Juraj Haulik z Varalaj/Varalya                     | 1840 - 16 czerwca 1842             |            |
| Franjo Haller z Hallerkeö/Hallerstein              | 16 czerwca 1842 - 1845             |            |
| Juraj Haulik z Varalaj/Varalya                     | 1845 - 23 marca 1848               | tymczasowo |

### Autonomiczna Chorwacja (1849-1867)
Podczas Wiosny Ludów w 1848 ogłosiła niezależność od Węgier, ale pozostała pod zwierzchnictwem monarchii habsburskiej. Autonomię zniesiono w 1867.
| Imię                   | Lata panowania                    | Uwagi |
| ---------------------- | --------------------------------- | ----- |
| Josip Jelačić z Bužim  | 23 marca 1848 - 19 maja 1859      |       |
| Ivan Coronini-Kronberg | 28 lipca 1859 - 19 czerwca 1860   |       |
| Josip Šokčević         | 19 czerwca 1860 - 27 czerwca 1867 |       |

### Ponownie pod panowaniem węgierskim (1867-1871)
| Imię i nazwisko | Okres urzędowania                                                 | Uwagi |
| --------------- | ----------------------------------------------------------------- | ----- |
| Levin Rauch     | 27 czerwca 1867 - 26 stycznia 1871 (tymczasowo do 8 grudnia 1868) |       |

### Banat w Królestwie Węgier (1871-1918)
W 1868 utworzono autonomiczny banat Chorwacji-Slawonii w ramach Królestwa Węgier
| Imię i nazwisko            | Okres urzędowania                                                 | Uwagi      |
| -------------------------- | ----------------------------------------------------------------- | ---------- |
| Koloman Bedeković Komorski | 26 stycznia 1871 - 12 lutego, 1872                                |            |
| Antun Vakanović            | 17 lutego 1872 - 20 września 1873                                 | tymczasowo |
| Ivan Mažuranić             | 20 września 1873 - 21 lutego 1880                                 |            |
| Ladislav Pejačević         | 21 lutego 1880 - 4 września 1883                                  |            |
| Hermann Ramberg            | 4 września 1883 - 1 grudnia 1883                                  | tymczasowo |
| Károly Khuen-Héderváry     | 4 grudnia 1883 - 27 czerwca 1903                                  |            |
| Teodor Pejačević           | 1 lipca 1903 - 26 czerwca 1907                                    |            |
| Aleksandar Rakodczay       | 26 czerwca 1907 - 8 stycznia 1908                                 |            |
| Pavao Rauch                | 8 stycznia 1908 - 5 lutego 1910                                   |            |
| Nikola Tomašić             | 5 lutego 1910 - 19 stycznia 1912                                  |            |
| Slavko Cuvaj               | 19 stycznia 1912 - 21 lipca 1913 (tymczasowo do 5 kwietnia 1912)  |            |
| Ivan Skerlecz              | 21 lipca 1913 - 29 czerwca 1917 (tymczasowo do 27 listopada 1913) |            |
| Antun Mihalović            | 29 czerwca 1917 - 20 stycznia 1919                                |            |

### Królestwo Serbów, Chorwatów i Słoweńców(1918-1929)
Chorwacja jako część Królestwa SHS posiadała ograniczoną autonomię  pod rządami dynastii Karadziordziewiczów.
| Imię i nazwisko      | Okres urzędowania                    | Uwagi      |
| -------------------- | ------------------------------------ | ---------- |
| Ivan Paleček         | 20 stycznia 1919 - 24 listopada 1919 |            |
| Tomislav Tomljenović | 24 listopada 1919 - 22 lutego 1920   |            |
| Matko Laginja        | 22 lutego 1920 - 11 grudnia 1920     |            |
| Teodor Bošnjak       | 23 grudnia 1920 - 2 marca 1921       | tymczasowo |
| Tomislav Tomljenović | 2 marca 1921 - 3 lipca 1921          |            |

### Królestwo Jugosławii (1929-1939)
W 1929 Królestwo Serbów, Chorwatów i Słoweńców przemianowano na Królestwo Jugosławii; wraz ze zmianą nazwy państwa dokonano także zmiany jego podziału administracyjnego; dwie spośród nowo powstałych banowin: banowina Sawy i banowina nadmorska (oraz fragmenty kilku innych) obejmowały ziemie chorwackie
| Banowie banowiny Sawy | Banowie banowiny Sawy               | Banowie banowiny nadmorskiej | Banowie banowiny nadmorskiej |
| Imię i nazwisko       | Okres urzędowania                   | Imię i nazwisko              | Okres urzędowania            |
| Josip Šilović         | 3 października 1929 - 1930          | Ivo Tartaglia                | 1929 - 1932                  |
| Ivo N. Perović        | 1931 - 1935                         | Josip Jablanović             | 1932 - 1935                  |
| Marko Kostrenčić      | 1935 - 1936                         | Mirko Buić                   | 1935 - 1939                  |
| Viktor Ružić          | 1936 - 24 sierpnia 1938             |                              |                              |
| Stanoje Mihaldžić     | 24 sierpnia 1938 - 26 sierpnia 1939 |                              |                              |

### Banowina Chorwacji (1939-1941)
W 1939 banowina Sawy i banowina nadmorska zostały połączone w autonomiczną Banowinę Chorwacji, do której przyłączono także niewielkie obszary, dotychczas wchodzące w skład innych banowin.
| Imię i nazwisko | okres urzędowania | Uwagi |
| --------------- | ----------------- | ----- |
| Ivan Šubašić    | 1939 - 1941       |       |